# Tineke Ceelen
Christina (Tineke) A.J.M. Ceelen (Lith, 20 april 1963) was van 2003 tot 2025 directeur/bestuurder van Stichting Vluchteling. Hiervoor heeft ze sinds 1997 bij verschillende hulporganisaties gewerkt. 
In 2009 werd haar boek Hier en daar een crisis: Achter de schermen van de internationale hulpverlening uitgebracht.

## Leven en werk
Na het behalen van haar vwo-diploma aan het Titus Brandsmalyceum in Oss studeerde Ceelen culturele antropologie aan de Universiteit Utrecht. Begin 1993 werd ze hoofd van de afdeling Uitzendingen van de non-profitorganisatie Memisa, waarbij ze verantwoordelijk werd voor het medisch personeel dat door deze katholieke hulporganisatie naar ziekenhuizen in ontwikkelingslanden werd gestuurd. In 1997 werd ze coördinator bij het Rode Kruis in Tibet om de organisatie te ondersteunen bij haar werkzaamheden in de basisgezondheidszorg voor de Tibetaanse nomadische plattelandsbevolking. Daartoe werkte ze in de periode tussen 1997 en 1999 in Lhasa en Shigatse in Tibet. 
Van 2000 tot 2003 was zij werkzaam in Kameroen, onder andere als regionaal coördinator voor SNV Netherlands Development Organisation. Van 2003 tot heden is zij directeur/bestuurder van Stichting Vluchteling.  
Met Netwerk presentator Aart Zeeman is zij de initiatiefnemer van Radio Dabanga, voortgekomen uit de actie ‘Tot zover! Darfur’. Zij ontving de Vrouw in de Media Award over 2012, als vrouw die zich het beste als deskundige in de media heeft geprofileerd. Onder haar leiding heeft Ceelen ervoor gezorgd dat Nobelprijswinnaar Dr. Denis Mukwege van het Panzi Hospital in DR Congo in Nederland werd geïntroduceerd. Ze was in 2015 betrokken bij de oprichting van de Dr. Denis Mukwege Foundation in Den Haag. 
In 2025 is zij na ruim 22 jaar afgetreden als directeur van Stichting Vluchteling. Zij blijft betrokken als adviseur.

## Eerbetoon
Op 24 april 2020 is Tineke Ceelen koninklijk onderscheiden en werd vanwege haar maatschappelijke verdiensten benoemd tot officier in de Orde van Oranje-Nassau. 
Op 18 maart 2023 kreeg zij de Comeniusprijs. Volgens het juryrapport is zij een boegbeeld van humanitaire hulpverlening en haar werk sluit aan bij het thema van de Comeniusdag in 2023, namelijk Migratie en Acceptatie: het Vluchtelingenvraagstuk.

### Bestseller 60
| Boeken met noteringen in de Nederlandse Bestseller 60 | Jaar van verschijnen | Datum van binnenkomst | Hoogste positie | Aantal weken | Opmerkingen |
| ----------------------------------------------------- | -------------------- | --------------------- | --------------- | ------------ | ----------- |
| Vlucht                                                | 2025                 | 09-04-2025            | 10              | 1            |             |